# Rally Tierras Altas de Lorca de 2023
El Rally Tierras Altas de Lorca de 2023, oficialmente 12.º Rallye Tierras Altas de Lorca, fue la duodécima edición y la segunda ronda de la temporada 2023 del Súper Campeonato de España de Rally y de la Copa de España de Rallyes de Tierra. Se celebró del 14 de abril al 15 de abril y contó con un itinerario de siete tramos que sumaban 109,15 km cronometrados. Fue también puntuable para los campeonatos de Andalucía y Murcia de tierra, la Beca Júnior R2 y la Copa Kobe Motor. Fue la primera cita del S-CER sobre tierra y de entre los sesenta y cinco equipos inscritos destacó la ausencia de Pepe López, que anunció su retirada de certamen tras el Sierra Morena. En su lugar correrá Jan Solans que disputó la primera cita con un Škoda.
El viernes 14 se disputaron el shakedown y el tramo de clasificación donde José Antonio Suárez fue el más rápido, por delante de Jan Solans y Javier Pardo, segundo y tercero respectivamente.
Jan Solans fue el más rápido en los dos primeros tramos de la prueba pero sumó una penalización de un minuto y cuarenta segundos, por un problema en la bomba de agua en parque de asistencia, que le hizo perder varios puestos en la clasificación. De esta manera José Antonio Suárez fue el primer líder pero luego Javier Pardo le sucedió en los siguientes hasta el final logrando así su primera victoria absoluta en el S-CER.

## Itinerario
| Día   | Tramo | Nombre           | Distancia | Hora  | Ganador             | Tiempo  | Líder               |
| ----- | ----- | ---------------- | --------- | ----- | ------------------- | ------- | ------------------- |
| Día 1 | TC1   | A1               | 10.42 km  | 08:43 | Jan Solans          | 6:47.9  | José Antonio Suárez |
| Día 1 | TC2   | B1               | 21.94 km  | 09:06 | Jan Solans          | 13:45.4 | José Antonio Suárez |
| Día 1 | TC3   | C1 (Power Stage) | 14.81 km  | 09:59 | Javier Pardo        | 8:29.0  | Javier Pardo        |
| Día 1 | TC4   | A2               | 10.42 km  | 12:39 | José Antonio Suárez | 6:41.1  | Javier Pardo        |
| Día 1 | TC5   | B2               | 21.94 km  | 13:02 | Javier Pardo        | 13:40.6 | Javier Pardo        |
| Día 1 | TC6   | C2               | 14.81 km  | 13:55 | José Antonio Suárez | 8:22.9  | Javier Pardo        |
| Día 1 | TC7   | C3               | 14.81 km  | 17:00 | Jan Solans          | 8:16.3  | Javier Pardo        |

## Clasificación final
| Pos.    | Piloto               | Copiloto                 | Automóvil              | Tiempo    | Diferencia |
| General | General              | General                  | General                | General   | General    |
| ------- | -------------------- | ------------------------ | ---------------------- | --------- | ---------- |
| 1.      | Javier Pardo         | Adrián Pérez Fernández   | Hyundai i20 N Rally2   | 1:06:38.2 | 0.0        |
| 2.      | José Antonio Suárez  | Alberto Iglesias Pin     | Škoda Fabia RS Rally2  | 1:06:58.0 | +19.8      |
| 3.      | Diego Ruiloba        | Ángel Luis Vela          | Citroën C3 Rally2      | 1:07:44.6 | +1:06.4    |
| 4.      | Iván Ares            | José Antonio Pintor      | Hyundai i20 N Rally2   | 1:08:48.1 | +2:09.9    |
| 5.      | Alexander Villanueva | José Murado              | Škoda Fabia RS Rally2  | 1:09:14.6 | +2:36.4    |
| 6.      | Daniel Alonso        | Alejandro López "Jardín" | Citroën C3 Rally2      | 1:09:27.7 | +2:49.5    |
| 7.      | Joan Vinyes          | Jordi Mercader           | Hyundai i20 N Rally2   | 1:09:50.3 | +3:12.1    |
| 8.      | Xavi Vidales         | Jordi Hereu              | Škoda Fabia R5         | 1:10:23.8 | +3:45.6    |
| 9.      | Jan Skála            | Jiří Skořepa             | Hyundai i20 N Rally2   | 1:10:28.3 | +3:50.1    |
| 10.     | Igor Bulantsev       | Normunds Kokins          | Škoda Fabia Rally2 evo | 1:10:37.6 | +3:59.4    |